# Monobloco

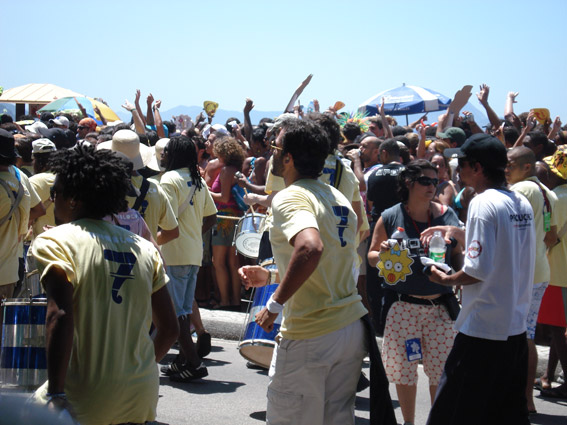
Monobloco im Karneval von Rio (2007)

Monobloco ist ein brasilianisches Bloco bzw. eine Straßenband, die im Jahre 2000 in Rio de Janeiro durch Celso Alvim, Mário Moura, Sidon Silva, C.A Ferrari und Pedro Luís (den Mitgliedern der Gruppe Pedro Luís e a Parede) gegründet wurde. Neben den für Blocos typischen Samba-Rhythmen hat die Gruppe auch andere typisch brasilianische Rhythmen, wie Coco, Ciranda, Marcha, Xote, Samba-charme und insbesondere Samba-Rock sowie Funk adaptiert. Über die Jahre wuchs damit die Popularität der Gruppe und zugleich die Popularität der brasilianischen Musik und des Karnevals.
Der Name Monobloco steht dabei zum einen für das Bloco, das durch ein Lernprojekt entstanden ist und zum anderen für Monobloco Show, einer professionellen Band, die mit einem Showprogramm kontinuierlich innerhalb Brasiliens und international unterwegs ist. Monobloco Show war 2007, 2008 und 2009 auf Tournee in Großbritannien und gab auch Konzerte in Portugal, Dänemark, Australien und Neuseeland. 

## Veröffentlichungen
- 2002: Monobloco, CD
- 2007: Monobloco Ao Vivo, Live aufgenommen 2006, CD und DVD
- 2010: Monobloco 10, zum 10-jährigen Jubiläum 2010 veröffentlicht, CD und DVD
- 2013: Arrastão da Alegria